# Géza Oláh
Géza Oláh (1º ottobre 1925 – 15 febbraio 1988) è stato un calciatore ungherese, di ruolo portiere.

## Carriera

### Club
Ha sempre giocato nel campionato ungherese.

### Nazionale
Ha collezionato 3 presenze con la maglia della Nazionale.